# 군지연과 위상지연
신호 처리에서 군지연(group delay)과 위상지연(phase delay)은 선형 시불변(LTI) 시스템(예: 마이크로폰, 동축 케이블, 증폭기, 스피커, 통신 시스템, 이더넷 케이블, 디지털 필터 또는 아날로그 필터)을 통과할 때 신호의 주파수 구성 요소가 시간에 따라 지연되는 방식을 설명하는 두 가지 관련 방식이다. 위상지연은 정현파 성분(정상 상태의 사인파)의 시간 이동을 나타낸다. 군지연은 함께 이동하는 하나의 주파수를 중심으로 하는 진동의 "팩" 또는 "그룹"인 파동 패킷의 엔벨로프의 시간 이동을 설명하며, 예를 들어 사인파에 엔벨로프를 곱하여(진폭 변조) 형성된다(예: 테이퍼링 함수).
이러한 지연은 일반적으로 진동수에 따라 달라진다. 즉, 주파수 구성 요소에 따라 지연이 달라진다. 결과적으로 신호의 파형은 시스템을 통과할 때 왜곡(디스토션)을 경험하게 된다. 이러한 왜곡은 아날로그 비디오 및 아날로그 오디오의 충실도 저하 또는 디지털 비트 스트림의 높은 비트 오류율과 같은 문제를 일으킬 수 있다. 그러나 대역이 제한된 신호의 전체 주파수 범위에 걸쳐 일정한 군지연이 있고 평탄한 주파수 응답이 있는 이상적인 경우에는 파형에 왜곡이 발생하지 않는다.

## 같이 보기
- 확률파동